# Small Change
Small Change je třetí studiové album Toma Waitse. Album vyšlo v roce 1976 u Asylum Records a produkoval ho Bones Howe. Album bylo nahráno v červenci roku 1976 v Wally Heider Studios v Hollywoodu.

## Seznam skladeb
Všechny skladby napsal(i) Tom Waits. 
| Strana 1 | Strana 1                                                                                                  | Strana 1 |
| Pořadí   | Název | Délka    |
| -------- | --- | -------- |
| 1.       | Tom Traubert's Blues (Four Sheets to the Wind in Copenhagen)                                              | 6:39     |
| 2.       | Step Right Up                                                                                             | 5:43     |
| 3.       | Jitterbug Boy (Sharing a Curbstone with Chuck E. Weiss, Robert Marchese, Paul Body and The Mug and Artie) | 3:44     |
| 4.       | I Wish I Was in New Orleans (In the Ninth Ward)                                                           | 4:53     |
| 5.       | The Piano Has Been Drinking (Not Me) (An Evening with Pete King)                                          | 3:40     |

| Strana 2       | Strana 2                                                            | Strana 2 |
| Pořadí         | Název                                                               | Délka    |
| -------------- | ------------------------------------------------------------------- | -------- |
| 1.             | Invitation to the Blues                                             | 5:24     |
| 2.             | Pasties and a G-String (At the Two O'Clock Club)                    | 2:32     |
| 3.             | Bad Liver and a Broken Heart (In Lowell)                            | 4:50     |
| 4.             | The One That Got Away                                               | 4:07     |
| 5.             | Small Change (Got Rained on with His Own .38)                       | 5:07     |
| 6.             | I Can't Wait to Get Off Work (And See My Baby on Montgomery Avenue) | 3:17     |
| Celková délka: | Celková délka:                                                      | 49:28    |

## Sestava
- Tom Waits – zpěv, piáno
- Harry Bluestone – housle
- Jim Hughart – baskytara
- Ed Lustgarden – violoncello
- Lew Tabackin – tenorsaxofon
- Shelly Manne – bicí